# Plateau, Benin
Plateau är ett av Benins tolv departement, och är beläget i den sydöstra delen av landet, med gräns mot Nigeria. Den administrativa huvudorten är Sakété. Departementet hade 622 372 invånare vid folkräkningen 2013, på en yta av 3 264 km².

## Administrativ indelning

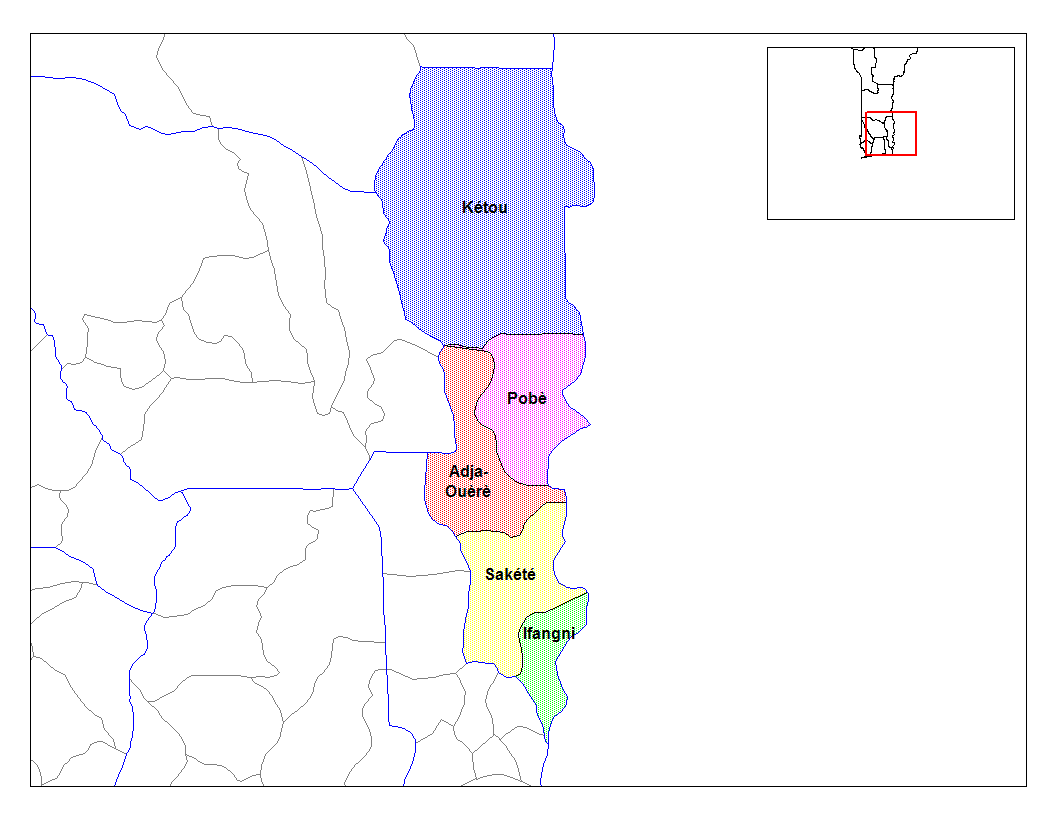
Karta över Plateaus kommuner.

Departementet är indelat i fem kommuner:
- Adja-Ouèrè
- Ifangni
- Kétou
- Pobè
- Sakété